# La commedia umana (film 1921)
La commedia umana (The Conquering Power) è un film muto del 1921 diretto da Rex Ingram. La storia è tratta dal romanzo Eugenia Grandet di Honoré de Balzac: i protagonisti del film sono Alice Terry e Rodolfo Valentino.

## Trama
Sebbene sia l'uomo più ricco della zona, Grandet costringe la moglie e la figlia Eugenie a vivere poveramente. Eugenie, erede dei milioni di Grandet, attira le attenzioni di due pretendenti: un magistrato, Cruchot de Bonfons e Alphonse des Grassins, figlio del banchiere locale. Ma, ecco che dalla città giunge il cugino di Eugenie, Charles, un elegante giovanotto latore però di una tragica notizia, quella del suicidio di suo padre.
Eugenie, affascinata dal bel cugino, se ne innamora. Quando lui le chiede aiuto per poter andare in Martinica dove spera di recuperare le sue fortune, la ragazza gli procura il denaro per il viaggio. Le lettere che i due cugini si scambiano vengono intercettate da Grandet, furibondo per il denaro perduto. L'uomo, poi, resta colpito dalla morte della moglie: sempre più introverso e ossessionato, finisce per restare ucciso da una cassa d'oro.
La figlia, rimasta orfana e priva di notizie di Charles, sta per firmare un contratto di matrimonio con Cruchot quando arriva Charles che viene a riprenderla.

## Produzione
Il film è stato prodotto dalla Metro Pictures Corporation

## Distribuzione
Distribuito dalla Metro Pictures Corporation, uscì negli Stati Uniti l'8 luglio 1921. In Italia venne distribuito nel 1923.

### Date di uscita
- USA 8 luglio 1921
- Finlandia 18 novembre 1923
- Portogallo 18 maggio 1925
- Italia 1923

## Differenze con il romanzo
Il film segue indubbiamente le linee guida di Eugenia Grandet di Balzac, distaccandosene però in alcuni importanti punti, che fanno assumere alla versione cinematografica significati estranei al romanzo ispiratore. In Balzac, quando Charles rimpatria non torna da Eugénie (che non incontra neppure), ma sposa invece tale Mathilde d'Aubrion, che non ama, esclusivamente per motivi di prestigio. Né, come appare nel film, l'amore di Charles per Eugénie sarebbe rimasto vivo: viceversa, già all'inizio dei suoi anni di permanenza nelle Indie (dove svolge l'attività di negriero), Charles – rotto a nuove esperienze e a nuove donne - appare essersi lasciato alle spalle il loro fugace rapporto. Di conseguenza, in Balzac – a differenza di quanto appare in La commedia umana – nessuna lettera viene scambiata tra loro. Non è il padre ad intercettare  o contraffarre la corrispondenza: non ve n'è alcuna, semplicemente perché Charles è indifferente, e Eugénie non sa il suo indirizzo.
Lo stato ossessivo di follia allucinatoria che nel film porta alla morte del padre è assente nel romanzo: papà Grandet muore per cause naturali, in tarda età, riconciliato con la figlia, ora divenuta perciò ricchissima possidente. Eugénie, in Eugenia Grandet di Balzac, sposa, pienamente consenziente, Cruchot de Bonfons (che da parte sua ritiene in tal modo di assicurarsi i milioni della moglie), perché, consigliata dal curato della parrocchia, avrebbe bisogno in futuro di una presenza maschile per aiutarla a gestire la sua immensa fortuna. Il marito muore pochi mesi dopo il matrimonio.